# Uchi-soto
Uchi-soto es una expresión japonesa que se utiliza para denominar la distinción entre los grupos sociales internos (内 uchi?, "dentro") y externos (外 soto?, "fuera"). Esta distinción entre grupos no sólo es un elemento fundamental de la sociedad y la sociolingüística japonesa, sino que también se refleja en el propio idioma japonés.
La dicotomía entre el uchi (que hace referencia al interior, el hogar, lo familiar, lo cercano, lo propio) y el soto (el exterior, lo desconocido, lo lejano, lo ajeno) está presente en todos los ámbitos de la sociedad japonesa y determina la manera en la que los japoneses se relacionan en sociedad. En la sociedad japonesa, se espera que todos sean conscientes de estas distinciones para evitar conflictos y mantener la armonía con los demás, adaptando la forma de hablar y comportarse al contexto. Los miembros del "grupo interno" deben mostrar humildad, mientras que al "grupo externo" se le debe mostrar respeto.
Los conceptos de uchi y soto presentan cierta flexibilidad, ya que la pertenencia de una persona a un determinado grupo puede variar a lo largo del tiempo y según la situación.

## Concepto
El concepto básico consiste en la división de las personas en grupos internos y externos. En las relaciones con alguien del  grupo externo, el grupo interno debe tenerle respeto y mostrarse humilde. Esto se hace, por ejemplo, mediante las particularidades de la lengua japonesa, que varía en función del grado de cortesía. Además, también intervienen convenciones sociales como ofrecer regalos o servir bebidas. La relación uchi-soto puede llevar a alguien a realizar grandes sacrificios personales para honrar a un visitante o a otra persona de un grupo externo.
Una de las complejidades de la relación uchi-soto reside en el hecho de que estos grupos no son estáticos, pues pueden solaparse y cambiar en función del tiempo y la situación.
Los grupos uchi-soto pueden visualizarse como una serie de círculos superpuestos. La posición de cada individuo dentro del grupo y en relación con otros grupos depende del contexto, la situación y el momento de la vida. Por ejemplo, una persona tiene normalmente una familia, un trabajo y otros grupos a los que pertenece. Sin embargo, la posición que ocupa dentro de los distintos grupos y la relación que estos grupos mantienen con otros cambian en función de las circunstancias de cada momento.
Así, aunque un empleado de una empresa ostente un puesto elevado dentro de la misma, debe mostrar humildad ante los clientes, que siempre son considerados soto. Si este mismo empleado es cinturón negro, ocupará una posición superior en su club de kárate, pero si acaba de empezar a jugar al tenis, ocupará una posición inferior en el club de tenis.

## Historia
Los orígenes de esta dicotomía se encuentran en el sistema familiar tradicional de Japón, denominado ie (家?). Consistía básicamente en un sistema patriarcal encabezado por el cabeza de familia, con un poder de decisión casi absoluto, y una jerarquía rígida estructurada en función de la edad de sus miembros. No se valoraban las opiniones individuales, y todos los miembros debían dar prioridad a la armonía familiar.
Aunque el sistema ie fue abolido tras la Segunda Guerra Mundial, ha tenido una gran importancia e influencia en la vida cotidiana de Japón y constituye la base de la dualidad  uchi-soto. Así, las familias japonesas tienden a presentar un fuerte sentido de la unidad y una marcada distinción entre los miembros de la propia familia y los de fuera.

## Ejemplos

### En la interacción social
El núcleo del orden social japonés es la familia, por lo que el término uchi se suele utilizar para referirse al propio hogar y, por extensión, a la familia. Por lo tanto, el término uchi engloba a las personas, colectivos e instituciones del entorno más inmediato, como los amigos cercanos, el colegio, la universidad, la empresa, la ciudad, la prefectura y, en última instancia, Japón como país. En cambio, en el grupo soto se incluyen las personas de un entorno más externo, pero que aun así mantienen algún tipo de relación con el individuo, como los amigos más lejanos o los clientes de la empresa.
Según el pensamiento japonés, uno sólo puede mostrar su verdadero ser con las personas de su uchi (honne, término que hace referencia a los verdaderos sentimientos e intenciones), mientras que con las del soto hay que seguir las estrictas directrices que marcan los códigos sociales (tatemae, literalmente "fachada", es decir, aquello que las convenciones sociales dictan que se debe decir y sentir).

### En el entorno laboral
El entorno de oficina japonés ilustra a la perfección el concepto de uchi y soto: los empleados que dependen de un mando intermedio pertenecen, para él, a su grupo uchi. En otras palabras, podrá hablar con ellos en japonés llano, mientras que el superior jerárquico de éste pertenecerá a su grupo soto y le deberá mostrar cortesía. Sin embargo, al relacionarse con otra empresa, todos los miembros de la empresa propia se considerarán uchi, mientras que los de la empresa ajena se considerarán soto. En este caso, a nadie le resultará extraño hablar del propio jefe sin los prefijos de cortesía que se esperarían en otras circunstancias, ya que esto permite enfatizar que la empresa se percibe como un grupo unido, aunque pueda tener subdivisiones, y que no se incluye a la otra empresa.
Otro ejemplo: un directivo puede omitir el sufijo honorífico -san al dirigirse a uno de sus subordinados, cosa que no haría con su propio superior o al hablar de él. Sin embargo, cuando hable con una persona ajena a la empresa, omitirá los sufijos honoríficos para referirse a cualquier persona relacionada con ella, incluidos sus superiores.
Pero si este directivo habla con un subordinado sobre la familia de éste, la familia no se considerará uchi, sino soto, por lo que se añadirán los sufijos honoríficos correspondientes. En cambio, cuando hable de su propia familia, que es uchi, utilizará el lenguaje ordinario. Así, tanto el directivo como el subordinado se refieren a sus propias familias como kazoku ("familia") y a la familia del otro como go-kazoku ("familia honorable").

### En el lenguaje
En Japón, el lenguaje que uno emplea cambia dependiendo de si se está hablando con personas pertenecientes a su uchi o a su soto. Un ejemplo de ello es el lenguaje honorífico japonés o keigo (敬語?) que, como su nombre indica, se utiliza para mostrar respeto hacia alguien y es el que se suele usar al dirigirse a personas pertenecientes al soto, ya que pone una mayor distancia entre los interlocutores. Se divide en tres modalidades: cortés (teineigo), humilde (kenjōgo) y respetuoso (sonkeigo). Cada una de estas tres modalidades utiliza palabras y prefijos específicos.
Por ejemplo, el verbo "comer" se puede decir:
- taberu (食べる?): forma básica;
- tabemasu (食べます?): forma cortés;
- itadaku (頂く/戴く?): forma humilde. Literalmente "recibir";
- meshiagaru (召し上がる?): forma respetuosa cuando uno se dirige a un superior.

Del mismo modo, "bebida" puede expresarse como:
- nomimono (飲物?) para referirse a la bebida propia;
- onomimono (お飲物?)  para hablar de la bebida de otra persona (empleando el prefijo honorífico o-).

La gran mayoría de los términos relacionados con la familia, el hogar o incluso las relaciones familiares llevarán casi siempre prefijos honoríficos dependiendo de si se está haciendo referencia al uchi (familia propia) o al soto (familia ajena). En ocasiones, además de colocar un prefijo, se utiliza un término completamente diferente. Por ejemplo, chichi (父?  "mi padre") y haha (母?  "mi madre") sólo se utilizan para referirse a los propios padres, mientras que para hablar del padre y la madre de otra persona se utilizan los términos otōsan (お父さん?) y okāsan (お母さん?).
El japonés tiene expresiones como uchi no daigaku (うちの大学?   "mi/nuestra universidad") y uchi no kaisha (うちの会社?   "mi/nuestra empresa"), en las que la palabra uchi se utiliza para designar aquello que pertenece al propio entorno. Además, hay muchas palabras que hacen referencia a la relación entre uchi y soto. Aunque son dos conceptos que van de la mano, no todas las palabras con uchi tienen su contrapartida con soto, probablemente porque las personas tienden a interesarse más por su entorno cercano que por lo que les queda lejos. Algunas de estas palabras son miuchi (身内?   "familia propia, parientes, amigos") y uchiwa (内輪?   "círculo íntimo propio").

### En la arquitectura
El concepto de uchi-soto ayuda a explicar por qué la mayoría de las casas unifamiliares japonesas están rodeadas por un muro de piedra, incluso en las zonas densamente pobladas del centro de Tokio, donde esta característica resultaría obsoleta. En el pasado, el muro de piedra servía para proteger la casa y permitía que en su interior se utilizaran de ventanas de papel y puertas correderas de madera de diseño más bien frágil. La zona donde se encuentran el uchi y el soto es el genkan, o zona de entrada de la casa. Aquí el tipo de suelo que se utiliza suele ser de piedra, un material más bien tosco y funcional que contrasta con los suelos de madera y tatami, más agradables, que se encuentran en el interior. Estos últimos, considerados los más confortables, se reservaban a las habitaciones donde se recibía a los invitados que, en tanto que soto, debían ser honrados.

### En la higiene
La dualidad entre uchi y soto también se aplica a la cultura de la higiene y tiene una gran importancia a la hora de definir los conceptos de "limpieza" y "suciedad". En Japón, las pautas y costumbres higiénicas se basan en gran medida en los conceptos de uchi y soto, ya que implican la separación del uchi, que se considera limpio y puro, y que se identifica con el hogar, de lo que no forma parte de él, el soto, identificado con el mundo exterior y considerado sucio e impuro.